# Медичний прогноз
Медичний прогноз — передбачення лікарем можливого розвитку і кінця хвороби. Медичний прогноз стосується життя хворого (чи буде жити хворий), темпу і повноти відновлення здоров'я і працездатності, характеру ускладнень тощо. Прогноз базується на знанні етіології і патогенезу, статистичних даних і аналізі індивідуальних особливостей перебігу захворювання у конкретного хворого.